# جان بی. مگرودر
جان بی. مگرودر (انگلیسی: John B. Magruder; ۱ مهٔ ۱۸۰۷ – ۱۸ فوریهٔ ۱۸۷۱) فرد نظامی اهل ایالات متحده آمریکا بود.